# Boleslaw Barlog

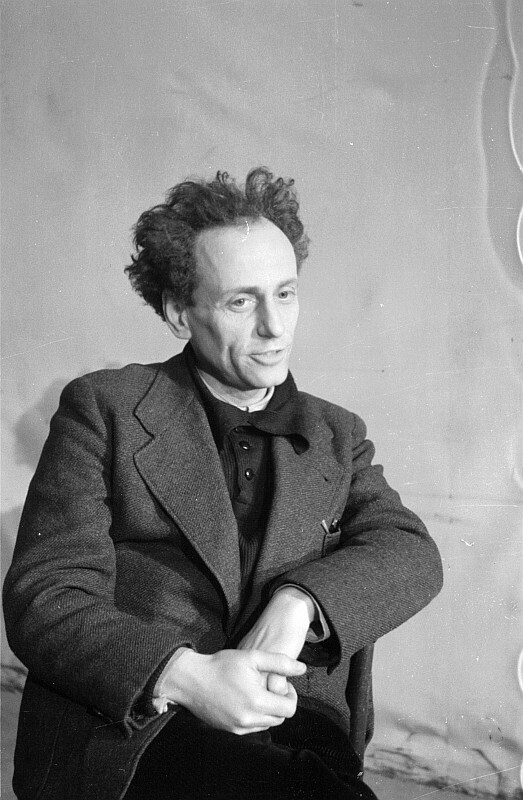
Boleslaw Barlog (1946)

Boleslaw Barlog (gebürtig Boleslaw Stanislaus Barlog; * 28. März 1906 in Breslau; † 17. März 1999 in Berlin) war ein deutscher Regisseur und Theaterintendant.

## Leben

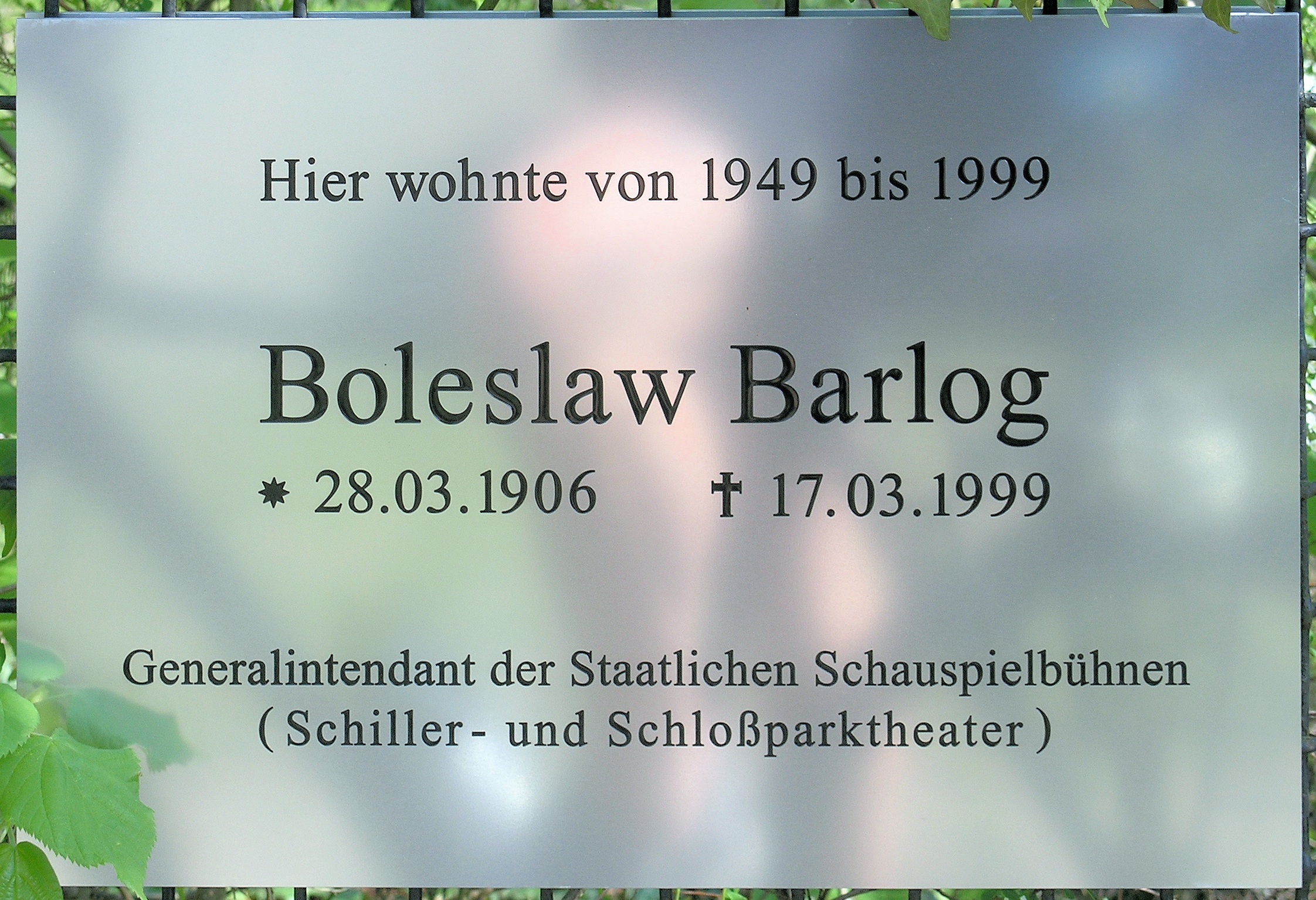
Gedenktafel am Haus Spindelmühler Weg 7, in Berlin-Lichterfelde

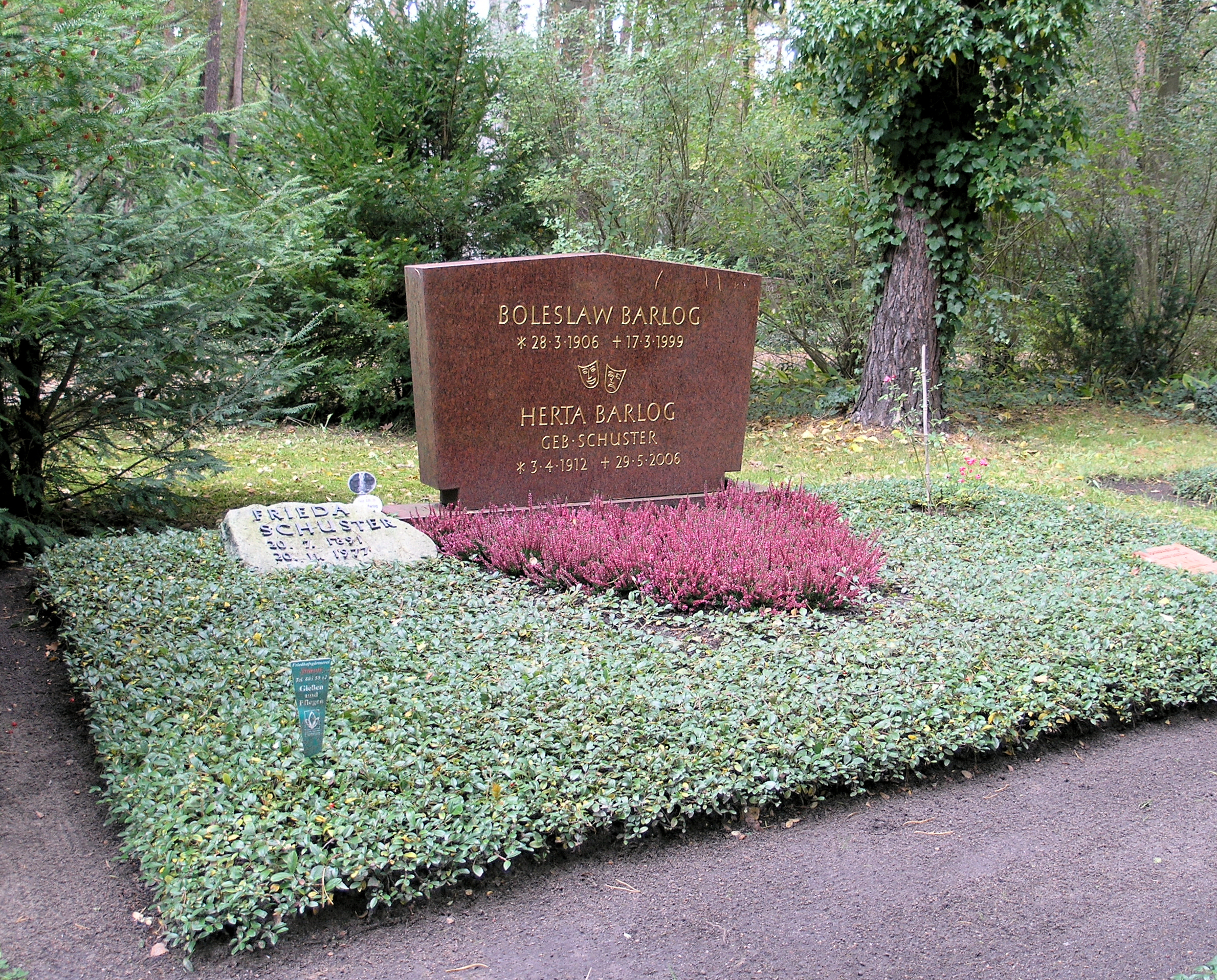
Ehrengrab, Potsdamer Chaussee 75, in Berlin-Nikolassee

Barlogs Vater war Rechtsanwalt in Breslau. Als er mit seiner Familie nach Berlin kam, besuchte Boleslaw eine Realschule und machte nach der Mittleren Reife eine Buchhändlerlehre. Seine Liebe galt neben Büchern dem Theater.
In den 1920er Jahren wurde er Regieassistent von Heinz Hilpert an der Berliner Volksbühne. Seine Stellung verlor er jedoch 1933 nach der Machtergreifung der Nationalsozialisten. Barlog war dann Bademeister am Wannsee. Als Mitarbeiter bei den Olympischen Spielen 1936 fand er durch die von ihm inszenierten Veranstaltungen in der heutigen Waldbühne Zugang zum Film. 1937 begann er erneut als Regieassistent, diesmal bei der UFA unter den Regisseuren Wolfgang Liebeneiner und Helmut Käutner.
Nach dem Zusammenbruch des Dritten Reiches trug er 1945 ab Kriegsende inmitten der Trümmer Berlins zum Wiederaufbau der Theaterlandschaft bei, zunächst durch Aufführungen in alten Kinos, dann mit der Wiedereröffnung des Schlosspark-Theaters in Steglitz mit „einem Darlehen von 40.000 Papiermark als Anfangskapital“, das ihm der Berliner Volksbildungsstadtrat zur Verfügung stellte. Schließlich übernahm Barlog, der „der beengten Steglitzer Bühnenverhältnisse, die eigentlich nur kleine Stücke gestatteten, überdrüssig“ war, auch die Intendanz des Schiller-Theaters. Als Generalintendant der Staatlichen Schauspielbühnen Berlin war Barlog bis 1972 tätig und inszenierte während dieser Zeit mehr als 100 Stücke. Mit Autoren wie Samuel Beckett und Günter Grass und Schauspielern wie Tilla Durieux, Hermine Körner, Erich Schellow, Rolf Henniger oder Martin Held galt dies als die Glanzzeit des West-Berliner Theaterlebens nach 1945. Sein Nachfolger war Hans Lietzau. Von 1990 bis zu seinem Tode 1999 war Heiko Reissig der persönliche Assistent von Boleslaw Barlog.
Von 1939 bis zu seinem Tod war Barlog mit Herta Schuster verheiratet. Er wurde auf dem Waldfriedhof Zehlendorf in Berlin-Nikolassee beigesetzt. Die Grabstätte gehört zu den Ehrengräbern des Landes Berlin.

## Werke
- Theater lebenslänglich. Universitas, München 1981, ISBN 3-8004-1003-6.
- (Mitarb.): Biographie eines Theaters: ein halbes Jahrhundert Schloßpark-Theater Berlin. Rembrandt-Verlag, Berlin 1982, ISBN 3-7925-0176-7.
- (Mitarb.): Die letzten und die ersten Tage: Berliner Aufzeichnungen 1945. Hessling, Berlin 1966.

## Theaterinszenierungen (Auswahl)
- 1945 Berlin, Schlossparktheater: Hokuspokus (Curt Goetz)
- 1945 Berlin, Schlossparktheater: Ein Spiel von Tod und Liebe (Romain Rolland)
- 1946 Berlin, Schlossparktheater: Wie es euch gefällt (William Shakespeare)
- 1946 Berlin, Schlossparktheater: Drei Mann auf einem Pferd (John C. Holm und George Abbott mit der jungen Hildegard Knef, die unter Barlog ihren ersten großen Erfolg feiern konnte.)
- 1947 Berlin, Schlossparktheater: Der Widerspenstigen Zähmung (William Shakespeare)
- 1947 Berlin, Schlossparktheater: Die Heirat (Nikolai Gogol)
- 1948 Berlin, Schlossparktheater: Des Teufels General (Carl Zuckmayer)
- 1951 Berlin, Schiller-Theater: Wilhelm Tell (Friedrich Schiller – Eröffnungsinszenierung des neuen Schillertheaters in der Bismarckstraße)
- 1952 Berlin, Schillertheater: Ein Sommernachtstraum (William Shakespeare)
- 1952 Berlin, Schillertheater: Die Weber (Gerhart Hauptmann)
- 1953 Berlin, Schlossparktheater: Nora oder ein Puppenhaus (Henrik Ibsen)
- 1954 Berlin, Schillertheater: Der Hauptmann von Köpenick (Carl Zuckmayer)
- 1954 Berlin, Schillertheater: Faust I (Johann Wolfgang von Goethe)
- 1956 Berlin, Schillertheater: Unter dem Milchwald (Dylan Thomas)
- 1957 Berlin, Schillertheater: Minna von Barnhelm (Gotthold Ephraim Lessing)
- 1957 Berlin, Schlossparktheater: Blick zurück im Zorn (John Osborne)
- 1958 Berlin, Schillertheater: Schau heimwärts, Engel (Ketty Frings nach Thomas Wolfe)
- 1959 Berlin, Schlossparktheater: Onkel Wanja (Anton P. Tschechow)
- 1959 Berlin, Schillertheater: Prinz Friedrich von Homburg (Heinrich von Kleist)
- 1960 Berlin, Schlosspark-Theater: Drei Schwestern (Anton P. Tschechow)
- 1961 Berlin, Schlosspark-Theater: Der zerbrochne Krug (Heinrich von Kleist)
- 1961 Berlin, Schillertheater Werkstatt: Der amerikanische Traum (Edward Albee)
- 1962 Berlin, Schillertheater: Nathan der Weise (Gotthold Ephraim Lessing)
- 1962 Berlin, Schillertheater: Die Ratten (Gerhart Hauptmann)
- 1963 Berlin, Schlossparktheater: Wer hat Angst vor Virginia Woolf? (Edward Albee)
- 1965 Berlin, Schillertheater: Herr Puntila und sein Knecht Matti (Bertolt Brecht)
- Berlin, Schlossparktheater: Das Glas Wasser (Eugène Scribe)
- 1965 Berlin, Schlossparktheater: Leonce und Lena (Georg Büchner)
- 1969 Berlin, Schlossparktheater: Haus Herzenstod (George Bernard Shaw)
- 1970 Berlin, Schlossparktheater: Gespenster (Henrik Ibsen)
- 1973 Wien, Theater in der Josefstadt: Der Kirschgarten (Anton P. Tschechow)
- 1974 Berlin, Renaissance-Theater: Der Lügner und die Nonne (Curt Goetz)
- 1974 Erlangen (Deutschland-Tournee): Von Mäusen und Menschen (John Steinbeck)
- 1974 München, Kammerspiele: Sonny Boys (Neil Simon)
- 1976 Berlin, Schlossparktheater: Buckel (Sławomir Mrożek)
- 1977 Berlin, Renaissance-Theater: Der Nobelpreis Hjalmar Bergman
- 1977 Berlin, Schlossparktheater: Die Hose (Carl Sternheim)
- 1980 Frankfurt am Main, Theater am Zoo: Der Diener zweier Herren (Carlo Goldoni)
- 1980 Hamburg, Ernst Deutsch Theater: Mutter Courage (Bertolt Brecht)

## Operninszenierungen (eine Auswahl)
- 1963 Berlin, Deutsche Oper: La Bohème (Giacomo Puccini)
- 1964 Hamburg, Staatsoper: Die lustigen Weiber von Windsor (Otto Nicolai)
- 1966 Mannheim, Nationaltheater: Don Giovanni (Wolfgang Amadeus Mozart)
- 1967 München, Cuvilliés-Theater (Staatsoper): Die heimliche Ehe (Domenico Cimarosa)
- 1969 Stuttgart, Staatsoper: Rigoletto (Giuseppe Verdi)
- 1969 Berlin, Deutsche Oper: Tosca (Giacomo Puccini)
- 1971 Berlin, Deutsche Oper: Manon Lescaut (Giacomo Puccini)
- 1972 Wien, Staatsoper: Salome (Richard Strauss)
- 1973 Hannover, Staatsoper: Don Giovanni (Wolfgang Amadeus Mozart)
- 1974 München, Gärtnerplatz-Theater: Die Entführung aus dem Serail (Wolfgang Amadeus Mozart)
- 1976 Düsseldorf, Deutsche Oper am Rhein: Don Pasquale (Gaetano Donizetti)
- 1978 Wien, Staatsoper: Lucia di Lammermoor (Gaetano Donizetti)
- 1979 Salzburg, Landestheater: Le nozze di Figaro (Wolfgang Amadeus Mozart)
- 1980 Berlin, Deutsche Oper: Don Pasquale (Gaetano Donizetti)

## Filmografie

### Regieassistent
- 1937: Daphne und der Diplomat
- 1938: Zwischen den Eltern
- 1938: Kleiner Mann, ganz groß
- 1938: Das Mädchen von gestern Nacht
- 1938: Was tun, Sybille?
- 1938: Das Verlegenheitskind
- 1939: Ich bin gleich wieder da
- 1939: Mann für Mann
- 1939: Wer küßt Madeleine?
- 1939: Kitty und die Weltkonferenz
- 1939: Der Stammbaum des Dr. Pistorius
- 1941: Blutsbrüderschaft

### Regisseur
- 1941: Unser kleiner Junge
- 1941: Kleine Mädchen – große Sorgen
- 1943: Wenn die Sonne wieder scheint (Flachsacker)
- 1944: Junge Herzen
- 1944: Seinerzeit zu meiner Zeit
- 1944: Der grüne Salon
- 1945: Tierarzt Dr. Vlimmen
- 1949: Wohin die Züge fahren
- 1961: Altberliner Possenabend (TV)
- 1962: Ein amerikanischer Traum (TV)
- 1962: Die Pariser Komödie (TV)
- 1964: Don Gil von den grünen Hosen (TV)
- 1967: Quadratur des Kreises (TV)
- 1985: Mögliche Begegnung (TV)

## Auszeichnungen
- 1950: Kunstpreis der Stadt Berlin
- 1953: Verdienstkreuz (Steckkreuz) des Verdienstordens der Bundesrepublik Deutschland
- 1958: Max Reinhardt-Ring der Genossenschaft Deutscher Bühnenangehöriger
- 1959: Großes Bundesverdienstkreuz (1959) mit Stern (1972)
- 1963: Mitgliedschaft der Akademie der Künste, Berlin
- 1965: Ordre des Arts et des Lettres
- 1966: Ernst-Reuter-Plakette in Silber der Stadt Berlin
- 1971: Silbernes Blatt der Dramatiker Union
- 1983: Pro-Arte-Medaille der Künstlergilde Esslingen
- 1996: Ehrenmitglied der Gesellschaft „BühnenReif“ – Förderorganisation junger Bühnenkünstler Deutschlands (heute: EKW – Europäische Kulturwerkstatt)